# Saison 1 de The Last Man on Earth
Chronologie
Saison 2
La première saison de The Last Man on Earth, série télévisée américaine, est constituée de treize épisodes diffusée du 1er mars 2015 au 3 mai 2015 sur Fox, aux États-Unis.

## Généralités
- Aux États-Unis, la saison a été diffusée du 1er mars 2015 au 3 mai 2015 sur le réseau FOX.

## Distribution

### Acteurs principaux
- Will Forte (VF : Antoine Nouel) : Phil « Tandy » Miller
- Kristen Schaal (VF : Audrey Sablé) : Carol Pilbasian
- January Jones (VF : Nathalie Karsenti) : Melissa Chartres (dès l'épisode 3)
- Mel Rodriguez (VF : Jérôme Pauwels) : Todd Rodriguez (dès l'épisode 5)

### Invités
- Cleopatra Coleman (VF : Aurélie Nollet) : Erica (dès l'épisode 9)
- Mary Steenburgen (VF : Maïté Monceau) : Gail Klosterman (dès l'épisode 9)
- Boris Kodjoe (VF : Namakan Koné) : Phil « Stacy » Miller (II) (dès l'épisode 11)

## Liste des épisodes

### Épisode 1:En vie à Tucson
- États-Unis : 1er mars 2015 sur FOX[1]
- France : 14 octobre 2016 sur Canal+ Séries[2]
- Belgique : 22 novembre 2018 sur Plug RTL[3]

- États-Unis : 5,75 millions de téléspectateurs[4] (première diffusion)

### Épisode 2:Gros comme une maison
- États-Unis : 1er mars 2015 sur FOX
- France : 14 octobre 2016 sur Canal+ Séries
- Belgique : 22 novembre 2018 sur Plug RTL

- États-Unis : 5,75 millions de téléspectateurs[4] (première diffusion)

### Épisode 3:Boulettes de raisin et alliances de mariage
- États-Unis : 8 mars 2015 sur FOX
- France : 14 octobre 2016 sur Canal+ Séries
- Belgique : 29 novembre 2018 sur Plug RTL

- États-Unis : 4,35 millions de téléspectateurs[5] (première diffusion)

### Épisode 4:La Belle Melissa
- États-Unis : 15 mars 2015 sur FOX
- France : 14 octobre 2016 sur Canal+ Séries
- Belgique : 29 novembre 2018 sur Plug RTL

- États-Unis : 3,69 millions de téléspectateurs[6] (première diffusion)

### Épisode 5:À l'eau le blaireau!
- États-Unis : 22 mars 2015 sur FOX
- France : 14 octobre 2016 sur Canal+ Séries
- Belgique : 6 décembre 2018 sur Plug RTL

- États-Unis : 4,55 millions de téléspectateurs[7] (première diffusion)

### Épisode 6:Ridiculisé
- États-Unis : 22 mars 2015 sur FOX
- France : 14 octobre 2016 sur Canal+ Séries
- Belgique : 6 décembre 2018 sur Plug RTL

- États-Unis : 4,42 millions de téléspectateurs[7] (première diffusion)

### Épisode 7:Elle me rend dingue
- États-Unis : 29 mars 2015 sur FOX
- France : 14 octobre 2016 sur Canal+ Séries
- Belgique : 13 décembre 2018 sur Plug RTL

- États-Unis : 3,4 millions de téléspectateurs[8] (première diffusion)

### Épisode 8:Bouge de là!
- États-Unis : 29 mars 2015 sur FOX

```
*
 
France
 : 
15
 
octobre
 
2016
 sur 
Canal+ Séries
```

- Belgique : 13 décembre 2018 sur Plug RTL

- États-Unis : 3,33 millions de téléspectateurs[8] (première diffusion)

### Épisode 9:Compteurs à zéro
- États-Unis : 12 avril 2015 sur FOX
- France : 15 octobre 2016 sur Canal+ Séries
- Belgique : 20 décembre 2018 sur Plug RTL

- États-Unis : 3,22 millions de téléspectateurs[9] (première diffusion)

### Épisode 10:La Blague
- États-Unis : 12 avril 2015 sur FOX
- France : 15 octobre 2016 sur Canal+ Séries
- Belgique : 20 décembre 2018 sur Plug RTL

- États-Unis : 3,37 millions de téléspectateurs[9] (première diffusion)

### Épisode 11:Parti à Tampa
- États-Unis : 19 avril 2015 sur FOX
- France : 15 octobre 2016 sur Canal+ Séries
- Belgique : 27 décembre 2018 sur Plug RTL

- États-Unis : 3,41 millions de téléspectateurs[10] (première diffusion)

### Épisode 12:Le Factotum
- États-Unis : 26 avril 2015 sur FOX
- France : 15 octobre 2016 sur Canal+ Séries
- Belgique : 27 décembre 2018 sur Plug RTL

- États-Unis : 3,29 millions de téléspectateurs[11] (première diffusion)

### Épisode 13:Au diable, la Lune!
- États-Unis : 3 mai 2015 sur FOX
- France : 15 octobre 2016 sur Canal+ Séries
- Belgique : 27 décembre 2018 sur Plug RTL

- États-Unis : 3,51 millions de téléspectateurs[12] (première diffusion)